# Kupa
Il fiume Kupa (croato) o Kolpa (sloveno), italianizzato in Culpa, è un fiume dell'Europa centrale che forma parte del confine naturale tra la Slovenia e la Croazia. Era l'antico corso del fiume chiamato dai Romani, Colapis.
Per buona parte del suo corso, ha segnato nei secoli un confine costantemente rinnovato: sin dal 843 ha delimitato il Sacro romano impero dalla Croazia, poi dall'Ungheria e per secoli ha diviso le terre asburgiche austriache da quelle ungheresi fino al 1918.

## Corso
Il fiume Kolpa trae origine in Croazia nella regione montuosa del Gorski Kotar, a nord-est di Fiume, nella zona del Parco Nazionale di Risnjak. Inizialmente scorre per pochi chilometri verso est, riceve le acque del torrente Čabranka da sinistra, prima di raggiungere il confine sloveno.
Prosegue quindi verso est, riceve l'afflusso dal fiume Lahinja da sinistra, passa Vrbovsko, e infine entra totalmente in territorio croato dopo aver passato la cittadina slovena di Metlika. Raggiunge poi la città di Karlovac, dove riceve altri due fiumi da destra, Dobra e Korana.
Nell'ultimo tratto si fonde con il fiume Glina da destra, e con l'Odra da sinistra. Oltrepassa la città di Sisak e infine si getta nel fiume Sava di cui è affluente.